# Ion C. Brătianu
Ion C. Brătianu (født 2. juni 1821, død 16. maj 1891) var en vigtig figur i Rumæniens politiske liv i det 19. århundrede.
Brătianu kom fra en rig godsejerfamilie i Valakiet. Som ung studerede han i Paris. Efter at være vendt tilbage til Valakiet deltog han i Revolutionerne i 1848 og gik derefter i eksil. I de følgene år boede han igen i Paris og prøvede at fremme sammenslutningen af Valakiet og Moldavien i Rumænien.
Efter hans hjemkomst i 1856 blev han leder af det Nationalliberale parti. Han var med til at styrte det forenede Rumæniens første prins, Alexandru Ioan Cuza. I 1868, 1876-81 og 1881-1888 var han Rumæniens premierminister.
Hans sønner Ionel og Vintilă og hans storbror Dimitrie var også premierministre i Rumænien.
1. ↑  Navnet er anført på engelsk og stammer fra Wikidata hvor navnet endnu ikke findes på dansk.